# Портрет Николая Васильевича Вуича
«Портрет Николая Васильевича Вуича» — картина Джорджа Доу и его мастерской из Военной галереи Зимнего дворца.
Картина представляет собой погрудный портрет генерал-майора Николая Васильевича Вуича из состава Военной галереи Зимнего дворца.
С начала Отечественной войны 1812 года полковник Вуич был шефом 19-го егерского полка, в Бородинском сражении возглавил остатки 24-й пехотной дивизии и за отличие получил чин генерал-майора, затем отличился в уличных боях в Малоярославце. Во время Заграничного похода 1813 года отличился в сражениях при Краоне и Лаоне. Во время кампании Ста дней вновь совершил поход во Францию и находился бри блокаде Вердена.
Изображён в генеральском мундире, введённом для пехотных генералов 7 мая 1817 года. Слева на груди звезда ордена Св. Анны 1-й степени; на шее кресты орденов Св. Георгия 3-го класса и Св. Владимира 3-й степени; справа на груди золотой крест за взятие Измаила, серебряная медаль «В память Отечественной войны 1812 года» на Андреевской ленте и бронзовая дворянская медаль «В память Отечественной войны 1812 года» на Владимирской ленте. Слева чуть выше эполета подпись художника и дата: paintd fr nature by G. Dawe RA 1821 (в четыре строки). С тыльной стороны картины надпись: Woutch. Подпись на раме с грамматической ошибкой в фамилии (на конце мягкий знак вместо твёрдого): Н. В. Вуичь, Генералъ Маiоръ.
7 августа 1820 года Комитетом Главного штаба по аттестации Вуич был включён в список «генералов, заслуживающих быть написанными в галерею» и 17 марта 1821 года император Александр I приказал написать его портрет. В феврале 1821 года Вуич приезжал из Стародуба в Санкт-Петербург, вероятно тогда они и позировал Доу. Гонорар Доу был выплачен 19 мая 1826 года. Готовый портрет был принят в Эрмитаж 15 июня 1826 года. Судя по авторской подписи портрет был написан в 1821 году и тогда встаёт вопрос почему Доу не сдал якобы уже написанный портрет в первой массовой сдаче галерейных портретов 7 сентября 1825 года. А. А. Подмазо выдвинул версию что это было связано с тем, что деньги Доу за эту работу были выплачены значительно позже.
В 1840-х годах в мастерской Карла Крайя по рисунку И. А. Клюквина с портрета была сделана литография, опубликованная в книге «Император Александр I и его сподвижники» и впоследствии неоднократно репродуцированная.